# Octav Șuluțiu
Octav Șuluțiu (n. 5 noiembrie 1909, București, România – d. 9 februarie 1949, București, România) a fost un scriitor și critic literar român.

## Biografie
S-a născut pe 5 noiembrie 1909 la București, ca fiu al croitorului Gheorghe Șuluț și al soției acestuia, Victoria (n. Pigarovsky). Provenea dintr-o familie mixtă (tatăl său era român, iar mama sa era poloneză) și era un strănepot pe linie paternă al mitropolitului greco-catolic Alexandru Sterca-Șuluțiu. A rămas orfan de mic și a dus o viață chinuită, fiind bolnav și având o soră în spital. A urmat studii primare și gimnaziale la București (1921–1926), apoi studii secundare, ca bursier, la Liceul „Mihai Viteazul” din București (1926–1928), absolvind examenul de bacalaureat în 1928. A studiat apoi la Facultatea de Litere și Filosofie a Universității din București (1928–1931), specializându-se în limbile română și franceză.
După absolvirea studiilor universitare, a activat ca profesor suplinitor de limba franceză la Liceul „Unirea” din Focșani (1931–1933), apoi ca profesor titular de limba franceză la Școala Normală „Iosif Vulcan” din Oradea (1933–1935) și la Liceul „Andrei Șaguna” din Brașov (1935–1942). I-a avut ca elevi în perioada brașoveană a carierei sale didactice pe viitorul poet Lucian Valea (care îi face un portret respectuos în volumul de memorii Oameni pe care i-am iubit, publicat în 1977) și pe viitorul profesor Dumitru Cazacu (care-l evocă în cartea Străzi, case, oameni la Brașov (2011) a Steluței Pestrea Suciu).
S-a întors în 1942 la București, unde a fost numit inspector la Subsecretariatul de Stat pentru Educație Școlară al Ministerului Cultelor și Instrucțiunii Publice (1942) și a predat apoi ca profesor de limba și literatura franceză la Liceul „Gh. Șincai” din București (1946–1947) și la Liceul „Mihai Viteazul” din București (1947–1949). Moartea fiicei sale la vârsta de doi ani a reprezentat o tragedie personală care l-a marcat.
Octav Șuluțiu a murit pe 9 februarie 1949 la București, în urma unei congestii cerebrale, la vârsta de 39 de ani. În deceniile următoare s-a așternut uitarea peste viața și activitatea literară ale prozatorului și criticului literar. Scrierile lui Octav Șuluțiu au fost redescoperite abia în anii 1970 prin eforturile criticului și istoricului literar Nicolae Florescu, care a publicat unele scrieri originale (Scriitori și cărți, Jurnal) și a reeditat și prefațat romanul Ambigen, și mai târziu prin monografia Portret de scriitor: Octav Șuluțiu (Editura Universității Transilvania din Brașov, 2017) al Ancăi Bădulescu, care a fost la origine o teză de doctorat în filologie.

## Activitatea publicistică

### Cronicar literar
Debutul publicistic al lui Octav Șuluțiu a avut loc în anul 1927 cu articolul „Primul romancier român”, care a apărut în Revista literară a Liceului „Sf. Sava”. El a publicat cronici literare în publicațiile interbelice și postbelice Ultima oră, Propilee literare, Dreptatea, Bilete de papagal, Săptămâna literară, Azi, Radical, Vremea, Reporter, Viața literară,Rampa, România literară (condusă de Cezar Petrescu), Axa, Familia (unde a scris rubrica Scriitori și cărți), Kalende, Herald, Zodiac, Revista Fundațiilor Regale, Universul literar, Luceafărul (Sibiu, 1945), Saeculum, Viața Românească, Tribuna, Națiunea etc. Pentru o perioadă a fost principalul cronicar literar al revistei România literară.
Octav Șuluțiu s-a remarcat ca unul dintre cei mai activi cronicari literari români din perioada interbelică, alături de Șerban Cioculescu, Vladimir Streinu, Pompiliu Constantinescu, Mihail Sebastian, Ion Biberi și Perpessicius (pe care-l numește „cel mai atent și prob informator asupra fenomenului literar românesc”). Au fost publicate trei cărți cu cronici literare scrise de Șuluțiu: una antumă: Pe margini de cărți (Sighișoara, 1938) și două postume: Introducere în poezia lui George Coșbuc (București, 1970) și Scriitori și cărți (București, 1974). Primele două volume de cronici literare conțin recenzii ale cărților unor scriitori mai vechi (Mihai Eminescu, Nicolae Iorga) și îndeosebi ale poeților, prozatorilor și criticilor contemporani, reușind să contureze, potrivit istoricului literar Ion Buzași, „o panoramă a literaturii române interbelice, cu multe judecăți critice viabile, cu puține erori de percepție artistică, dar toate mărturisind o exemplară onestitate critică”. Volumul Pe margini de cărți tratează, în plus, câteva aspecte de teorie literară, încercând să elucideze deosebirea dintre cronică și critică literară și să prezinte sensurile unor noțiuni precum „autentic”, „original” și „estetic”.
În afara cronicilor literare și recenziilor critice, Șuluțiu a intenționat să scrie două studii monografice: unul despre Lucian Blaga și altul despre George Coșbuc. În timp ce studiul monografic despre Blaga a fost abandonat, studiul critic dedicat poeziei lui George Coșbuc a început să fie scris în perioada postbelică, nemaifiind însă definitivat din cauza sfârșitului prematur al autorului. A fost publicat postum în 1970, sub titlul Introducere în poezia lui George Coșbuc, și nu a mai suscitat mare interes datorită apariției între timp a unor studii scrise dintr-o perspectivă diferită de istorici literari contemporani. Volumul a fost întâmpinat cu rezerve de Ov. S. Crohmălniceanu într-o recenzie publicată în revista România literară, rezerve pe care Ion Buzași le consideră „în mare parte nejustificate”. Studiul lui Șuluțiu evidențiază „energetismul coșbucian” ca trăsătură dominantă a operei sale poetice și menționează, de asemenea, activitatea de traducător a scriitorului, care inaugurează un șir al traducătorilor-poeți în literatura română: Șt. O. Iosif, Octavian Goga, Al. Philippide, Ion Pillat, Lucian Blaga, Ștefan Aug. Doinaș etc.

### Prozator
Octav Șuluțiu a fost apropiat de curentul filozofic trăirist, caracterizat prin dorința de trăire febrilă, prin criza sufletească și printr-un „carpediemism” de secol XX. Astfel, într-o însemnare realizată în 21 septembrie 1932 în jurnalul său literar, el afirma că generația tânără din România anilor '30 simțea o stare de sufocare și o nevoie acută de afirmare: „Generația noastră tânără suferă de grabă. Ar vrea să se facă totul repede și bine. De aici surse de mari necazuri. Nu știm să așteptăm!”.
Romanul Ambigen (1935) a materializat aceste experiențe, depășind cadrul ideologic inițial și devenind un document moral interesant. Personajul principal, Di, este un erou lipsit de voință și complexat, șovăitor în relațiile cu femeile, care aspiră spre iubiri ideale (Ata, Iudith, Eveline), dar se căsătorește cu prostituata Elina, patroana unui bordel. Titlul romanului simbolizează coexistența în fiecare om în procente diferite a unui bărbat și a unei femei, ceea ce explică lipsa de voință și nehotărârea personajului. Apariția cărții a provocat un scandal literar, autorul fiind acuzat de imoralitate. Romanul a fost considerat „roman de introspecție” (Pompiliu Constantinescu), „roman-confesiune” (Vladimir Streinu) sau „jurnal subiectiv” (Perpessicius), conformându-se, potrivit lui Ion Buzași, exigențelor „autenticismului literar”. Eugen Lovinescu scotea în evidență discernământul analitic și „o neașteptată îndemânare stilistică” ale autorului în prezentarea personajului principal. Cu toate că a fost primit cu elogii, Șuluțiu s-a plâns de „superficialitatea înspăimântătoare” a recenziilor critice.
Cel de-al doilea roman al lui Șuluțiu, Mântuire (1943), este, de asemenea, un roman de analiză psihologică, care folosește introspecția și monologul interior ca mijloace literare. Personajul principal este Leon Martinescu, subprefectul unui județ de provincie, care, la fel ca un erou dostoievskian, suferă o dedublare stranie ca urmare a unei vini imaginare și ajunge să se identifice, pentru mântuirea omenirii, cu un criminal în serie. Această carte a fost distinsă cu Premiul Societății Scriitorilor Români în 1943.
Monografia Brașov (1937), pe care istoricul literar Ion Buzași o consideră „poate cea mai bună carte a lui Octav Șuluțiu”, a trecut aproape neobservată la momentul apariției sale. Singura recenzie i-a aparținut scriitorului Mihail Sebastian, prietenul autorului. Monografia prezintă „caracterul național românesc” al orașului de la poalele Tâmpei prin evocarea „fantomelor trecutului” (vechi cărturari, scriitori, ierarhi, boieri și domnitori munteni și moldoveni ce au trecut prin oraș și s-au stabilit aici), dar scoate în evidență și componenta multiculturală a orașului (umanistul Johannes Honterus și mișcarea culturală maghiară). Cronicarii literari subliniază caracter afectiv al monografiei, ca urmare a existenței a numeroase pagini de proză descriptivă poetică care încearcă evocarea unei atmosfere proprii a orașului.
Jurnalul lui Șuluțiu, publicat postum abia în 1975, conturează un autoportret al scriitorului, descoperind structuri sufletești similare între autor și personajul principal al romanului Ambigen, prezintă relațiile de prietenie cu Eugen Ionescu și Eugen Jebeleanu, poveștile de dragoste ale autorului (o iubire tinerească pentru Kitty și dragostea marcată de suferință și gelozie pentru Lidia Manolovici, ca urmare a rivalității cu Anton Holban) și mai ales pasiunea stăruitoare pentru scris. Istoricul literar Ion Buzași identifică asemănări între jurnalul lui Șuluțiu și jurnalul lui Pavel Dan, ca urmare a unor similitudini între viețile scurte ale celor doi scriitori.
Pe lângă creațiile literare proprii, Octav Șuluțiu a tradus din limba rusă, împreună cu Eugenia Hariton, romanul Al patrulea obstacol (1946) de Elena Ilina.

## Opera literară
- Ambigen, roman, cu gravuri de Ion Anestin, Ed. Vremea, București, 1935; ediție a II-a îngrijită de Mihaela Constantinescu, prefață de Nicolae Florescu, Ed. Jurnal Literar, București, Col. Capricorn, 1992; ed. a III-a, Ed. Hoffman, București, 2020;
- Brașov, cu 44 figuri în text, Fundația pentru Literatură și Artă „Regele Carol II”, București, 1937; ed. a II-a, Ed. Suvenir, Brașov, 2017; ed. a III-a, Ed. Ars Docendi, București, 2019;
- Pe margini de cărți, subtitlu „Seria întâi (M. Eminescu – Regina Maria – N. Iorga – T. Arghezi – Lucian Blaga – Gib I. Mihăescu)”, critică literară, Ed. Miron Neagu, Sighișoara, 1938;
- Mântuire, roman, Ed. Socec & Co., București, 1943;
- Introducere în poezia lui George Coșbuc, cuvânt introductiv de Dumitru Micu, Ed. Minerva, București, 1970;
- Scriitori și cărți, ediție îngrijită, tabel cronologic și prefață de Nicolae Florescu, Ed. Minerva, București, 1974;
- Jurnal, ediție îngrijită, prefațată și adnotată de Nicolae Florescu, Ed. Dacia, Cluj-Napoca, 1975.

### Traduceri
- Elena Ilina, Al patrulea obstacol, roman, cu 10 fotografii originale, Casa Școalelor, București, 1946 (în colaborare cu Eugenia Hariton).

## Imagini

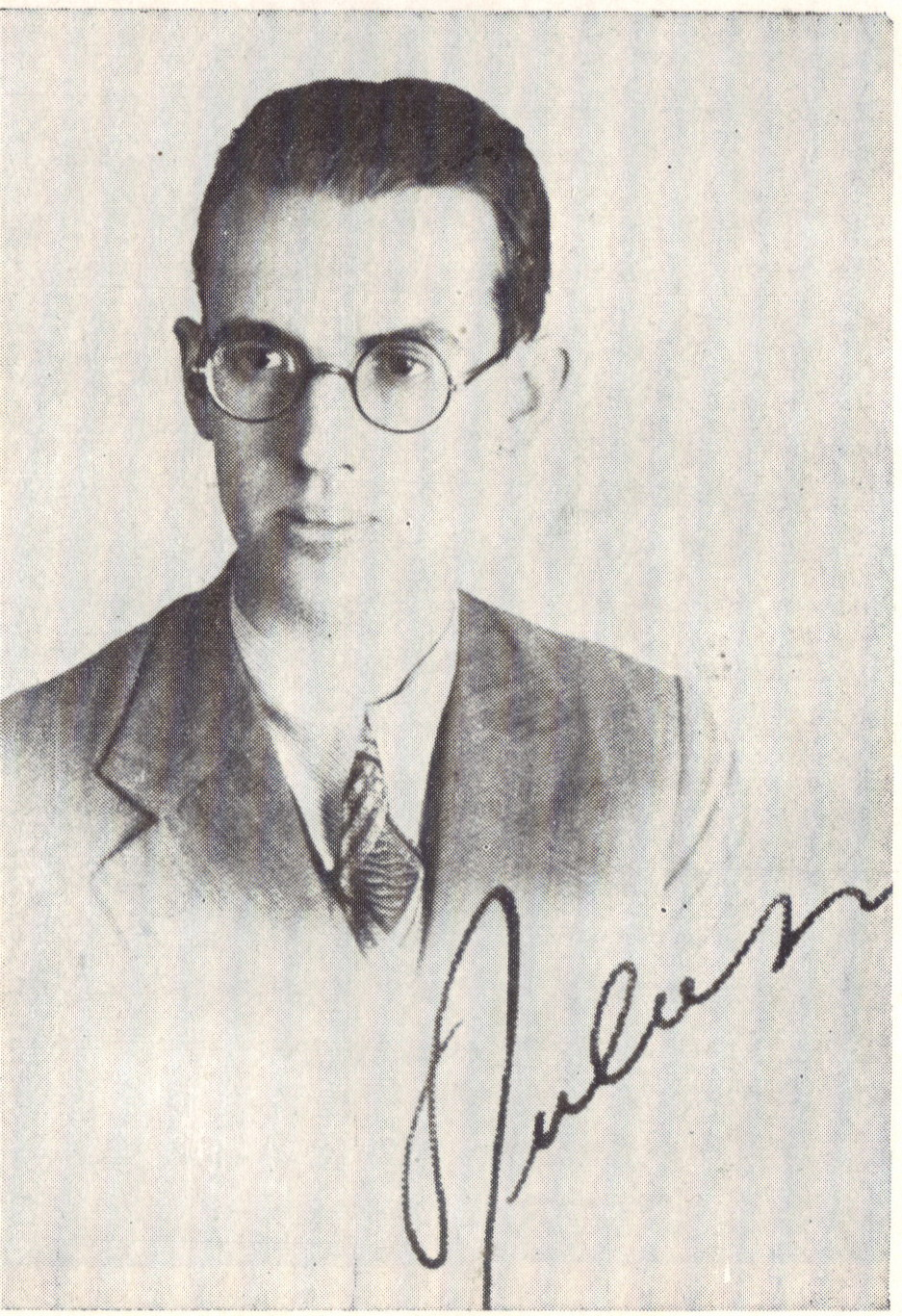
Octav Șuluțiu, Oradea, noiembrie 1934
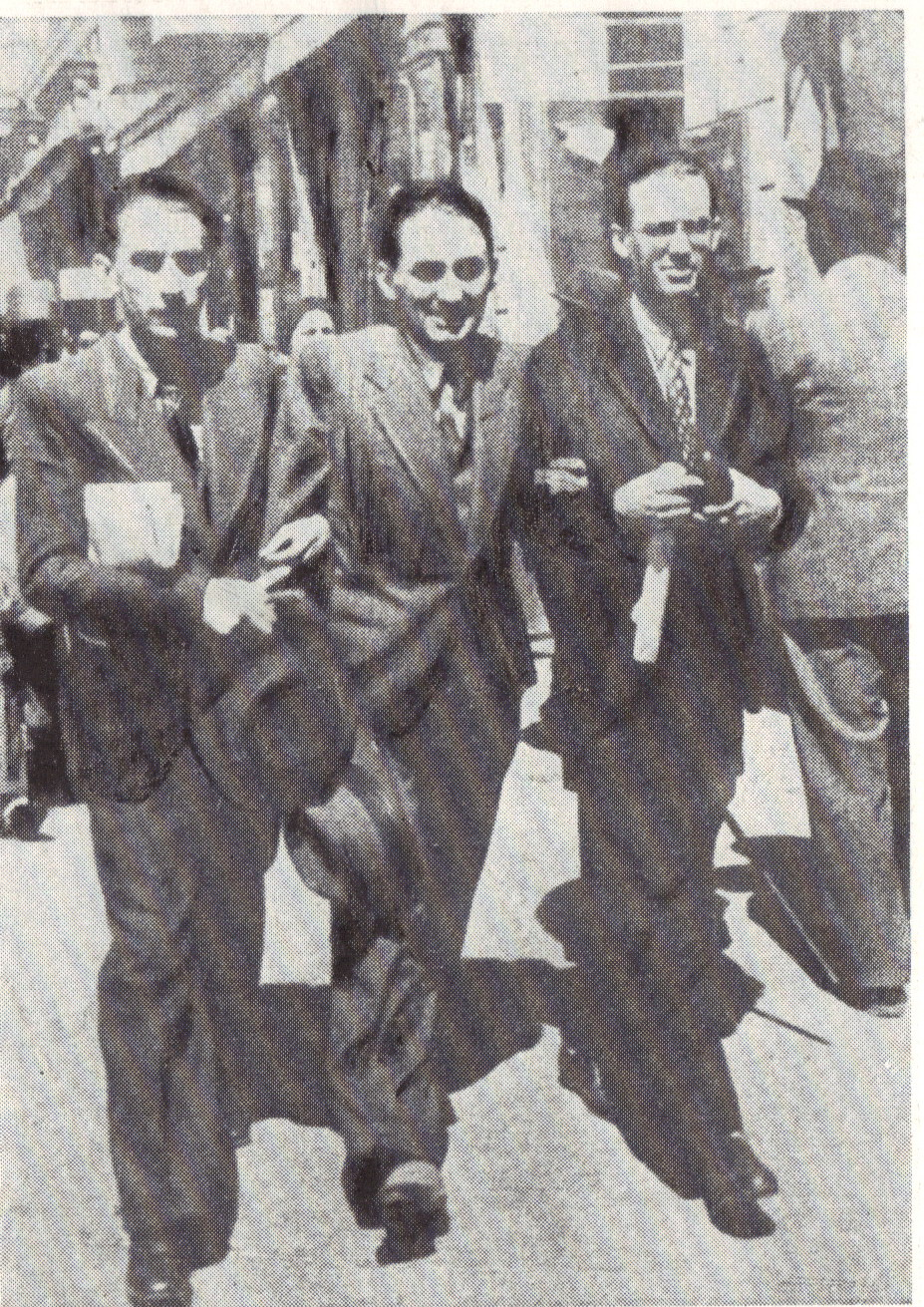
Eugen Jebeleanu, Anton Holban și Octav Șuluțiu, București, 1935
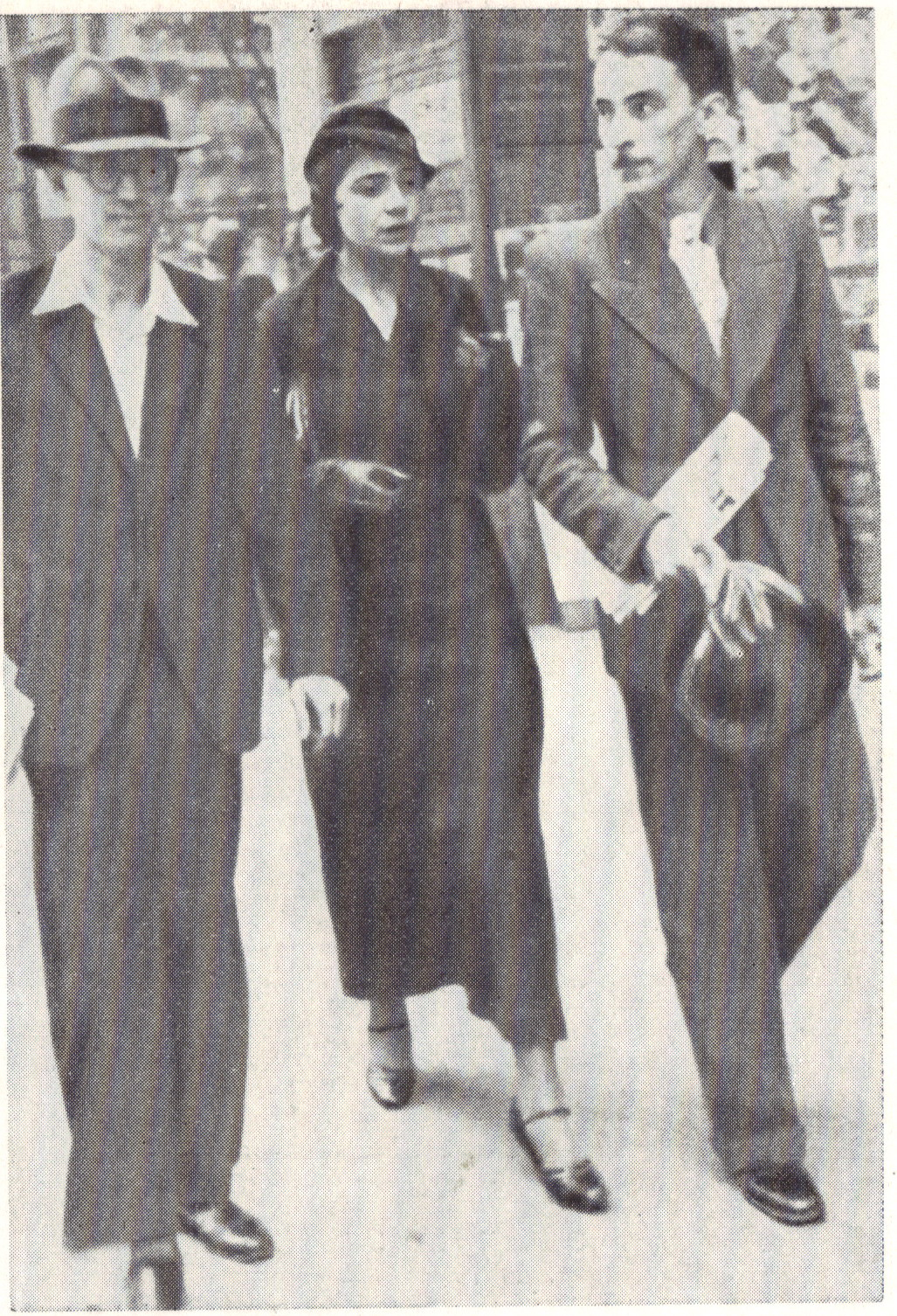
Octav Șuluțiu, Coca Farago și Eugen Jebeleanu, București, 20 mai 1935
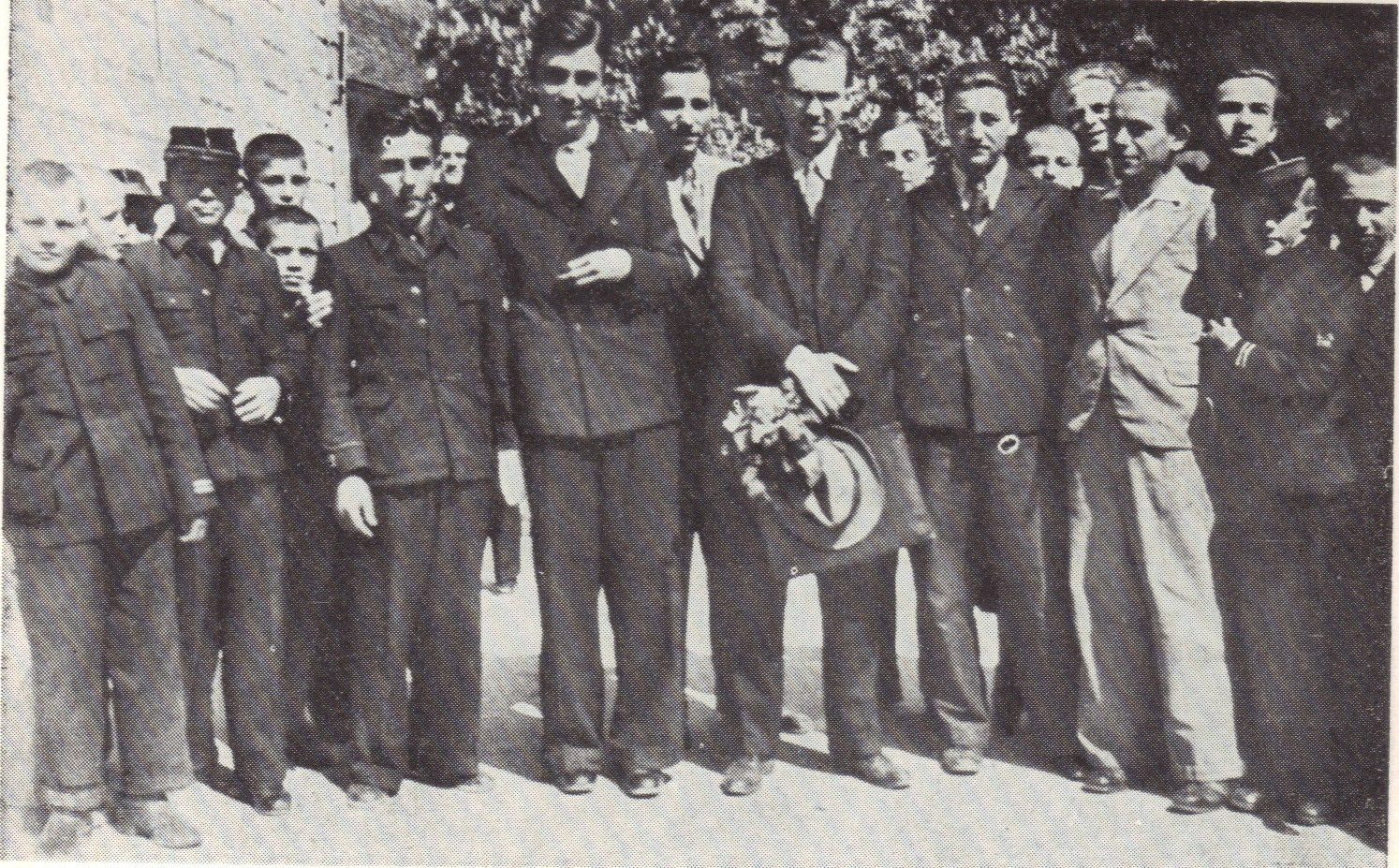
Octav Șuluțiu în mijlocul elevilor săi, Brașov, mai 1937
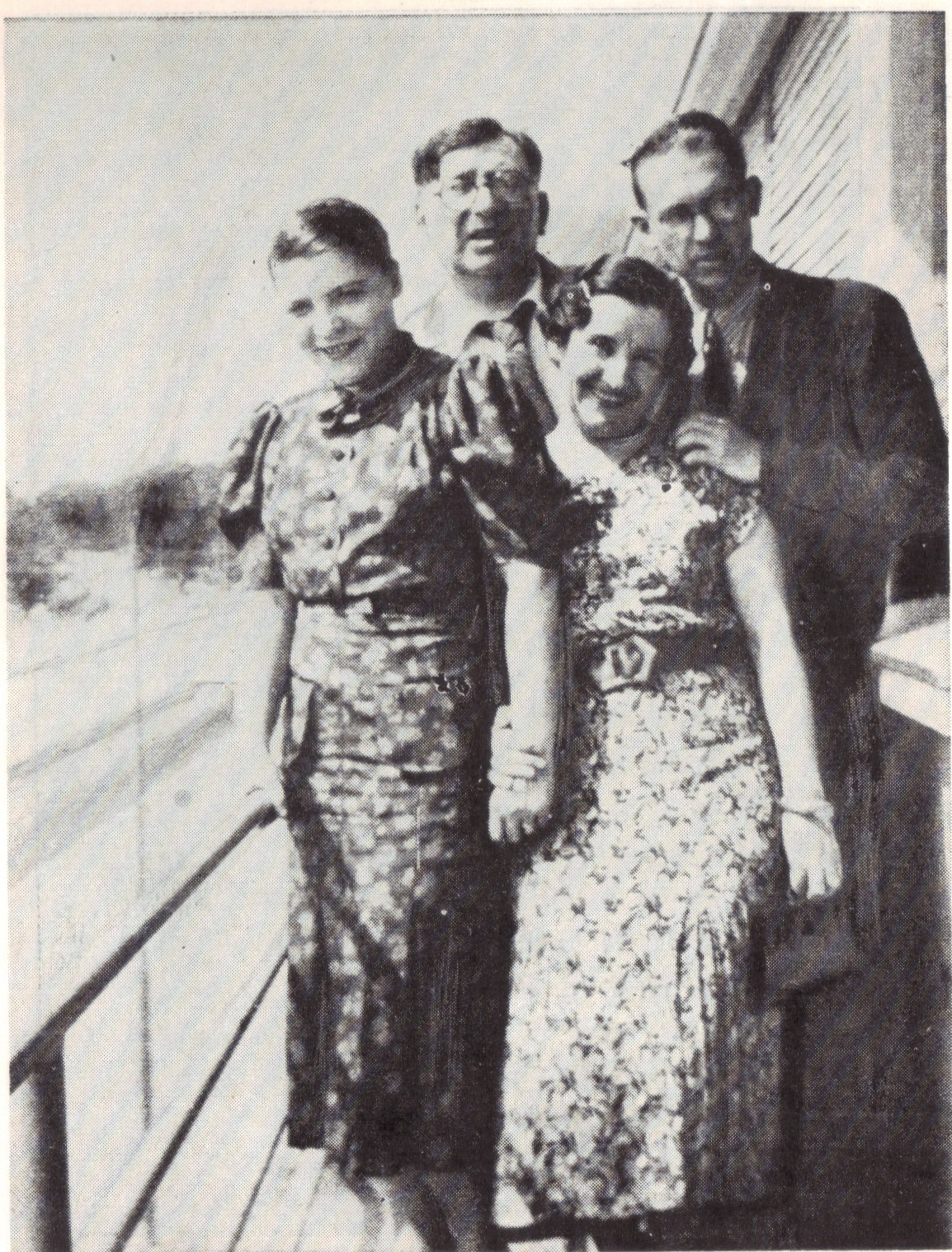
Ion Minulescu și Octav Șuluțiu cu soțiile la Predeal, 1940